# Staffan Lückander
Staffan Lückander, född 1969 i Uppsala, är en svensk musikproducent och kompositör.
Staffan Lückander har bland annat samarbetat med Sara Löfgren i deras gemensamma band Académia 1991-96. Därefter har han producerat reklamjinglar, arrangerat musiken till musikalen Alinde 1996 samt spelat keyboard på Sara Löfgrens senare soloproduktioner. Utöver detta har Lückander samarbetat med Fredrik Larnemo på Recordia Studios.
Han arbetar nu som kompositör, producent och artist under pseudonymen Product X med nya låtar.